# Кривоозерка
Кривоозе́рка (каз. Кривоозерка) — село у складі Кизилжарського району Північноказахстанської області Казахстану. Входить до складу Петерфельдського сільського округу.
Населення — 142 особи (2021; 227 у 2009, 167 у 1999, 126 у 1989).
Національний склад станом на 1989 рік:
- росіяни — 61 %
- казахи — 30 %.